# Mabscott (Virginia Occidental)
Mabscott es un pueblo ubicado en el condado de Raleigh en el estado estadounidense de Virginia Occidental. En el Censo de 2010 tenía una población de 1408 habitantes y una densidad poblacional de 627,03 personas por km².

## Geografía
Mabscott se encuentra ubicado en las coordenadas 37°46′10″N 81°12′48″O / 37.76944, -81.21333. Según la Oficina del Censo de los Estados Unidos, Mabscott tiene una superficie total de 2.25 km², de la cual 2.25 km² corresponden a tierra firme y (0%) 0 km² es agua.

## Demografía
Según el censo de 2010, había 1408 personas residiendo en Mabscott. La densidad de población era de 627,03 hab./km². De los 1408 habitantes, Mabscott estaba compuesto por el 91.83% blancos, el 5.11% eran afroamericanos, el 0.21% eran amerindios, el 0.07% eran asiáticos, el 0% eran isleños del Pacífico, el 0.07% eran de otras razas y el 2.7% pertenecían a dos o más razas. Del total de la población el 0.99% eran hispanos o latinos de cualquier raza.